# Scopula interrupta
Scopula interrupta là một loài bướm đêm trong họ Geometridae.